# Truskovice
Truskovice är en ort i Tjeckien.   Den ligger i regionen Södra Böhmen, i den sydvästra delen av landet, 110 km söder om huvudstaden Prag. Truskovice ligger 499 meter över havet och antalet invånare är 181.
Terrängen runt Truskovice är huvudsakligen platt, men åt nordväst är den kuperad. Runt Truskovice är det ganska glesbefolkat, med 24 invånare per kvadratkilometer. Närmaste större samhälle är Prachatice, 15,6 km sydväst om Truskovice. Trakten runt Truskovice består till största delen av jordbruksmark.